# Saison 2022 de l'équipe cycliste masculine BikeExchange Jayco
La saison 2022 de l'équipe cycliste masculine BikeExchange Jayco est la onzième de cette équipe.

## Coureurs et encadrement technique

### Effectif
| Coureur                 | Date de Nais.     | Nationalité      | Équipe en 2021                           | Vict. | Cont. | Maillot dist.      |
| ----------------------- | ----------------- | ---------------- | ---------------------------------------- | ----- | ----- | ------------------ |
| Alexandre Balmer        | 4 mai 2000        | Suisse           | Groupama-FDJ Conti.                      | 0     | 2023  |                    |
| Jack Bauer              | 7 avril 1985      | Nouvelle-Zélande | BikeExchange                             | 0     | 2022  |                    |
| Sam Bewley              | 22 juillet 1987   | Nouvelle-Zélande | BikeExchange                             | 0     | 2022  |                    |
| Kevin Colleoni          | 11 novembre 1999  | Italie           | BikeExchange                             | 0     | 2023  |                    |
| Lawson Craddock         | 20 février 1992   | États-Unis       | EF Education-Nippo                       | 1     | 2023  | - Contre-la-montre |
| Luke Durbridge          | 9 avril 1991      | Australie        | BikeExchange                             | 0     | 2024  |                    |
| Alexander Edmondson     | 22 décembre 1993  | Australie        | BikeExchange                             | 0     | 2022  |                    |
| Tsgabu Grmay            | 25 août 1991      | Éthiopie         | BikeExchange                             | 0     | 2023  |                    |
| Dylan Groenewegen       | 21 juin 1993      | Pays-Bas         | Jumbo-Visma                              | 7     | 2024  |                    |
| Kaden Groves            | 23 décembre 1998  | Australie        | BikeExchange                             | 3     | 2022  |                    |
| Lucas Hamilton          | 12 février 1996   | Australie        | BikeExchange                             | 0     | 2024  |                    |
| Michael Hepburn         | 17 août 1991      | Australie        | BikeExchange                             | 0     | 2023  |                    |
| Damien Howson           | 13 août 1992      | Australie        | BikeExchange                             | 0     | 2022  |                    |
| Amund Grøndahl Jansen   | 11 février 1994   | Norvège          | BikeExchange                             | 0     | 2023  |                    |
| Christopher Juul-Jensen | 6 juillet 1989    | Danemark         | BikeExchange                             | 0     | 2023  |                    |
| Tanel Kangert           | 11 mars 1987      | Estonie          | BikeExchange                             | 0     | 2022  |                    |
| Alexander Konychev      | 25 juillet 1998   | Italie           | BikeExchange                             | 0     | 2022  |                    |
| Jan Maas                | 19 février 1996   | Pays-Bas         | Leopard                                  | 0     | 2024  |                    |
| Michael Matthews        | 26 septembre 1990 | Australie        | BikeExchange                             | 2     | 2025  |                    |
| Cameron Meyer           | 11 janvier 1988   | Australie        | BikeExchange                             | 0     | 2022  |                    |
| Luka Mezgec             | 27 juin 1988      | Slovénie         | BikeExchange                             | 0     | 2024  |                    |
| Kelland O'Brien         | 22 mai 1998       | Australie        | BikeExchange                             | 0     | 2023  |                    |
| Jesús David Peña        | 8 mai 2000        | Colombie         | Colombia Tierra de Atletas-GW Bicicletas | 0     | 2023  |                    |
| Elmar Reinders          | 14 mars 1992      | Pays-Bas         | Riwal                                    | 0     | 2024  |                    |
| Nick Schultz            | 13 septembre 1994 | Australie        | BikeExchange                             | 0     | 2022  |                    |
| Callum Scotson          | 10 août 1996      | Australie        | BikeExchange                             | 0     | 2024  |                    |
| Dion Smith              | 3 mars 1993       | Nouvelle-Zélande | BikeExchange                             | 0     | 2022  |                    |
| Matteo Sobrero          | 14 mai 1997       | Italie           | Astana-Premier Tech                      | 1     | 2023  |                    |
| Campbell Stewart        | 12 mai 1998       | Nouvelle-Zélande | Black Spoke                              | 0     | 2023  |                    |
| Simon Yates             | 7 août 1992       | Royaume-Uni      | BikeExchange                             | 8     | 2024  |                    |
| Coureurs stagiaires.    |                   |                  |                                          |       |       |                    |
| Marceli Bogusławski     | 7 septembre 1997  | Pologne          | HRE Mazowsze Serce Polski                | 2     | 2022  |                    |
| Davide De Pretto        | 19 avril 2002     | Italie           | Zalf Euromobil Fior                      | 0     | 2022  |                    |
| Anders Foldager         | 27 juillet 2001   | Danemark         | Biesse-Carrera                           | 0     | 2022  |                    |

## Champions nationaux, continentaux et mondiaux
| Date         | Course                                          | Maillot | Coureurs        | Pays       | Lieu      |
| ------------ | ----------------------------------------------- | ------- | --------------- | ---------- | --------- |
| 23 juin 2022 | Championnats des États-Unis du contre-la-montre |         | Lawson Craddock | États-Unis | Knoxville |